# Lepidiota rothei
Lepidiota rothei är en skalbaggsart som beskrevs av Blackburn 1888. Lepidiota rothei ingår i släktet Lepidiota och familjen Melolonthidae. Inga underarter finns listade i Catalogue of Life.